# Nothobranchius kuhntae
Nothobranchius kuhntae är en fiskart som först beskrevs av Ahl 1926.  Nothobranchius kuhntae ingår i släktet Nothobranchius och familjen Nothobranchiidae. IUCN kategoriserar arten globalt som otillräckligt studerad. Inga underarter finns listade i Catalogue of Life.